# Meijigo
Meijigo o San Lorenzo de Meixigo (llamada oficialmente San Lourenzo de Meixigo) es una parroquia española del municipio de Cambre, en la provincia de La Coruña, Galicia.

## Entidades de población
Entidades de población que forman parte de la parroquia:
- Aldea
- Apartada
- A Parrocha
- As Pardas
- A Torre
- Coruxos
- San Lourenzo

## Demografía
| Gráfica de evolución demográfica de Meijigo entre 2000 y 2018 |
|                                                               |
| Datos según el nomenclátor publicado por el INE.              |